# 鳴嚢

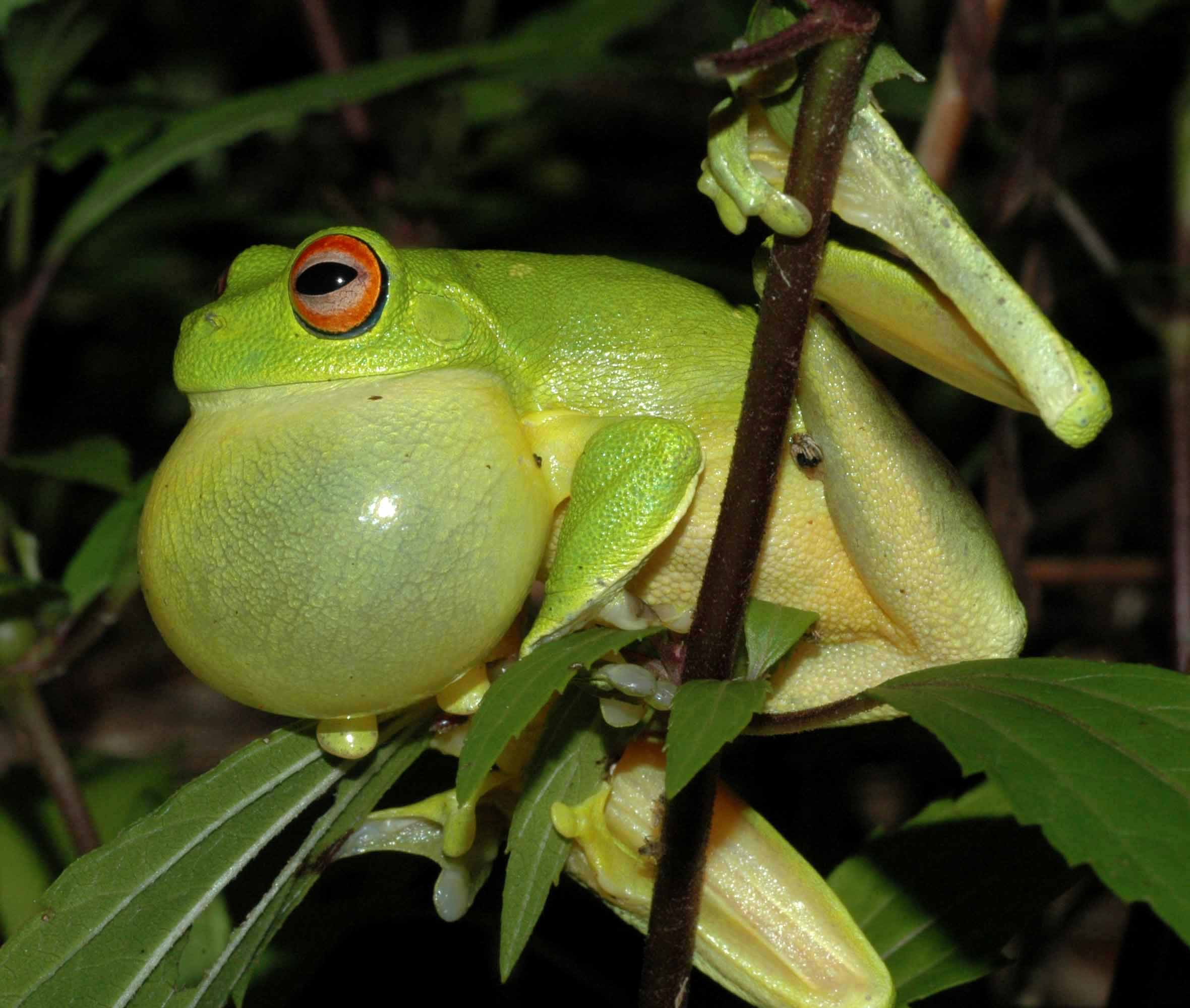
アカメアメガエルの鳴嚢

鳴嚢（めいのう、英: Vocal sac）とは大部分のオスのカエルが持つ柔らかな皮膚の膜（鳴き袋）。歌袋ともいう。鳴嚢の役割として、メスを誘うときに鳴き声を増幅させるのに利用される。鳴嚢の存在や発達状況は、多くの種において、外見でその性別を判別する方法の一つである。
カエルの鳴嚢は口腔内に開口しており、舌の両側に2つの切れ込みがある。メスを呼ぶときに、カエルは肺を膨らませる。空気は肺から喉頭を経て、鳴嚢に入る。喉頭が振動すると音を発し、鳴嚢内で共鳴する。共鳴は音を大きくさせ、遠くにいるメスも呼び出すことができるようになる。体壁の筋肉は空気を押し戻し、肺と鳴嚢の間を行き来する。カエルの鼻と口は鳴いている間は閉じている。

## 発達
鳴嚢の発達はほとんどの種で異なっているが、大部分は同じ道筋をたどる。まず口腔底に2つの小さな塊（かたまり）ができ、2つの小さな袋を形成するまで成長する。その袋は口腔の中央で接触するまで膨らみ、1つの大きな空洞を形成して、それが完全に発達するまで成長し続ける。

## 役割
鳴嚢の主な役割は、オスの鳴き声を増幅させ、できるだけ広いエリアからメスを引きつけることである。鳴嚢のないカエルの鳴き声は半径数メートルの範囲内でしか聞こえないが、鳴嚢が存在することにより、1 km以上離れていても聞こえるようになる。鳴嚢がないカエルの種は水が流れている場所の近くに住む傾向がある。流水音は鳴き声を打ち消してしまうため、彼らは鳴き声以外の手段でメスを引きつけなければならない。
鳴嚢を別の用途に利用する生物にはハナガエル属(Rhinoderma)に属するカエルがある。この属の2つの種のオスは、孵化したばかりのオタマジャクシを口の中に入れ、鳴嚢に移動させる。ダーウィンハナガエル (Rhinoderma darwinii) のオタマジャクシは変態するまで鳴嚢の中に残る。一方Chile Darwin's Frog (Rhinoderma rufum) のオタマジャクシは変態前に水中に放たれる。